# Niedersächsisches Internatsgymnasium Bad Bederkesa

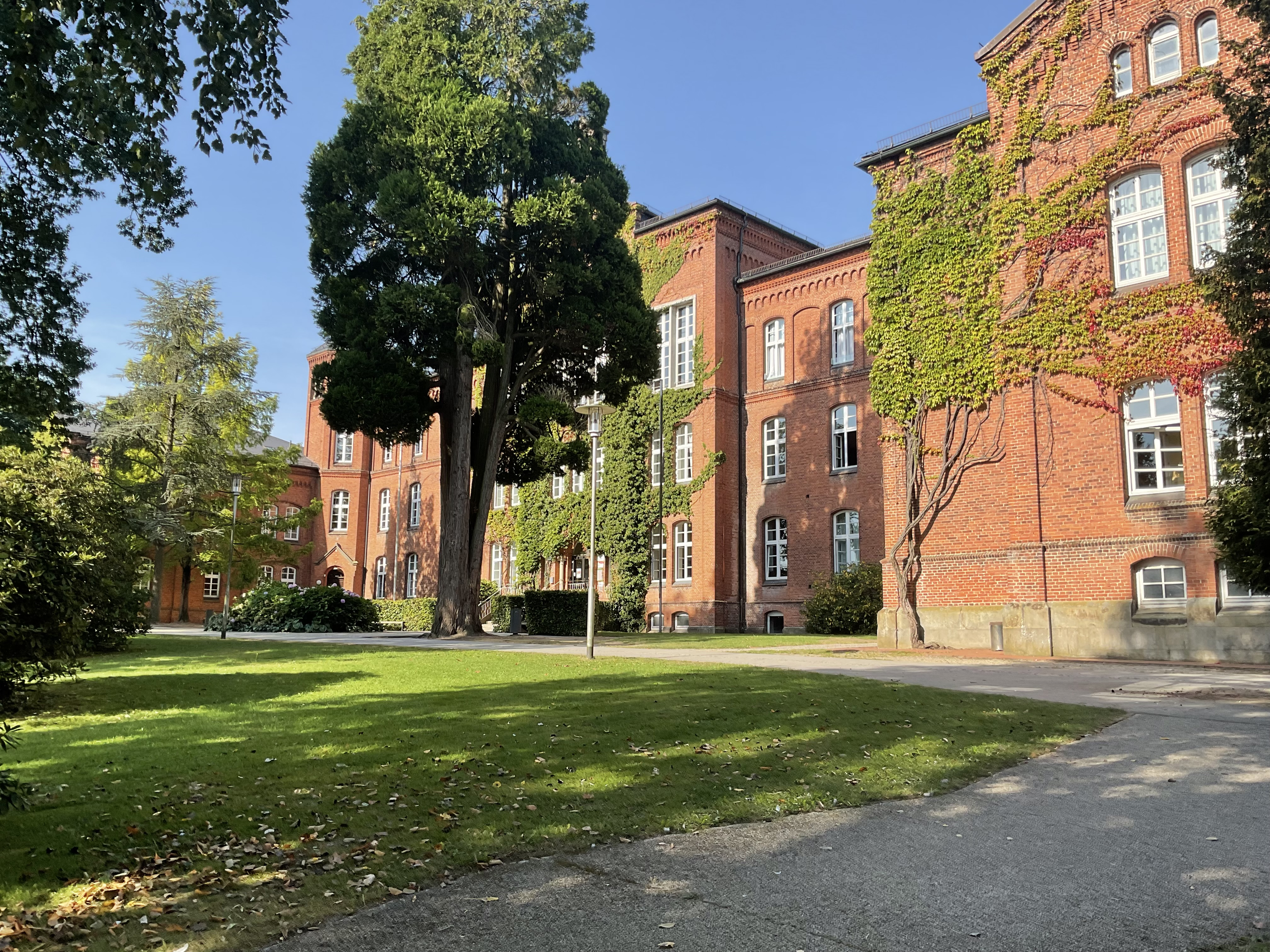
Das Hauptgebäude des NIG

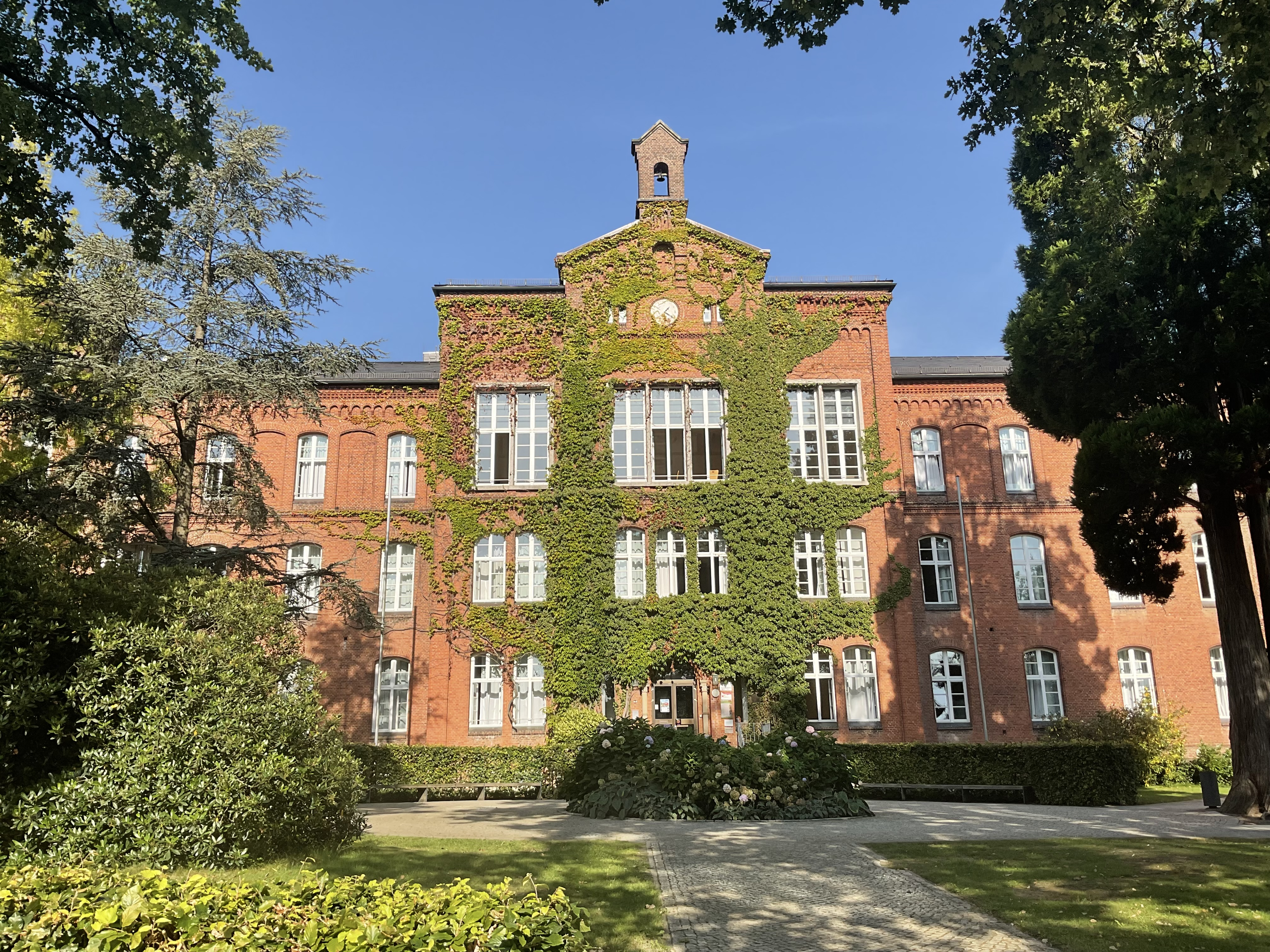
Blick von der Seminarstraße auf das Hauptgebäude

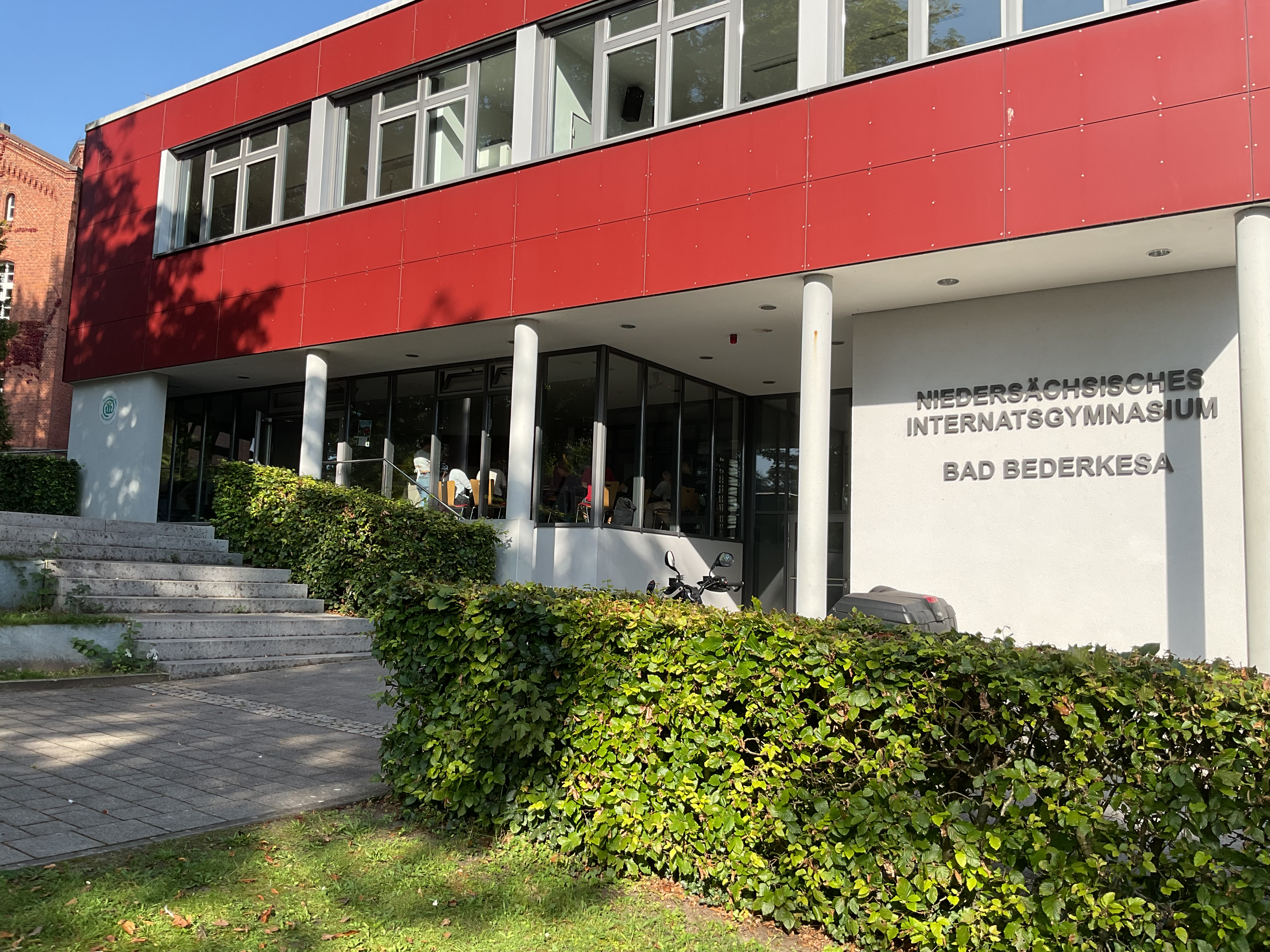
Der Neubau, in dem sich das Forum und viele Fachräumen befinden

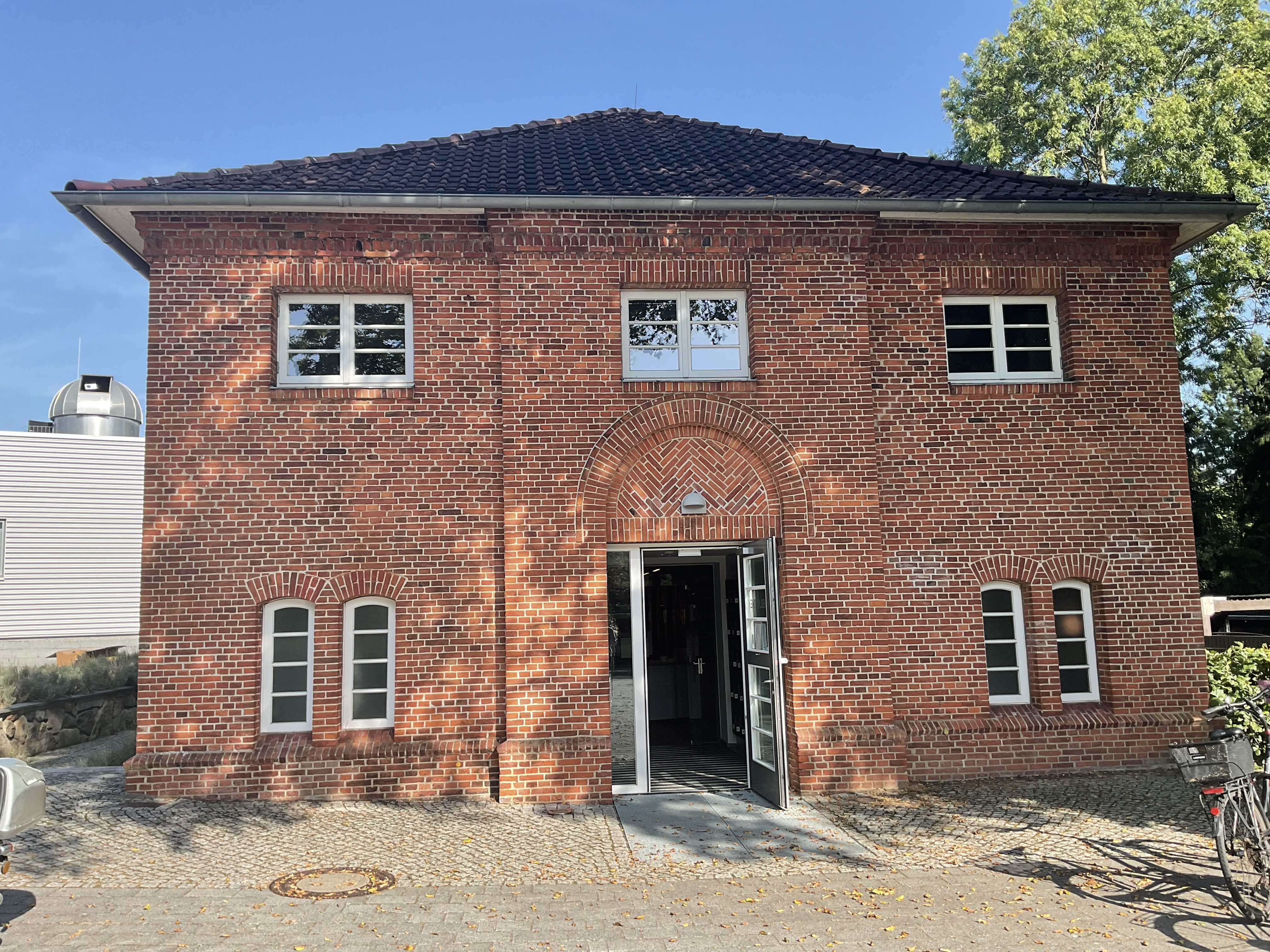
Die ehemalige Turnhalle des NIG, die heute als Bibliothek verwendet wird. Im Hintergrund ist das Observatorium zu sehen.

Das Niedersächsische Internatsgymnasium Bad Bederkesa (kurz NIG) ist ein Gymnasium in Trägerschaft des Landes Niedersachsen unter finanzieller Beteiligung des Landkreises Cuxhaven.

## Geschichte
Das Gebäude beherbergte ursprünglich das Königlich-Preußische Lehrerbildungsseminar, eine Ausbildungsanstalt für angehende Volksschullehrer. Als die Seminare in Preußen Anfang der 1920er Jahre aufgelöst wurden, wurde die Lehrerbildungsanstalt zwischen 1923 und 1925 in eine Oberschule umgebaut. Bis 1942 war die Schule dann Staatliche Deutsche Oberschule und führte ab der 8. Klasse in sechs Jahren zum Abitur. Das Schulgeld betrug 240 Reichsmark im Jahr, die auswärtigen Schüler wohnten in Privatquartieren, für die zusätzlich bezahlt werden musste. 1928 bestanden die ersten zehn Prüflinge das erste Abitur an der Schule.
1931 wurde wegen der geringen Schülerzahlen zusätzlich ein Internat für 50 Jungen eröffnet. 1933 wurde auch ein Mädcheninternat eingerichtet. Während des Zweiten Weltkrieges hatte die Schule immer weniger Schüler, da die Jungen zunehmend in den Krieg zogen. 1942 wurde die Oberschule deshalb geschlossen und das Gebäude wurde bis 1945 wieder als Lehrerbildungsanstalt Bederkesa genutzt.
1945 wurde das Gebäude als Reservelazarett genutzt, von 1945 bis 1947 dann als Sammelstelle für ausländische Zwangsarbeiter, die auf ihre Rückkehr in die Heimat warteten. 1947/1948 war in dem Gebäude dann kurz eine Pädagogische Hochschule zur Kurzausbildung von Volksschullehrern untergebracht, bis 1948 die Gründung der Niedersächsischen Heimschule Bederkesa erfolgte – als staatliche Heimschule für kriegsgeschädigte Kinder aus wirtschaftlich schwachen Familien, für Halbwaisen und Waisen, Kinder von Flüchtlingen und Verfolgten. Erster Schulleiter war bis 1956 Alfred Franz, der Direktor der bisherigen Pädagogischen Hochschule. In den Jahren 1963 bis 1967 erfolgte der Ausbau als Internat, es wurden separate Internatsgebäude für Jungen und Mädchen erbaut. Das Hauptgebäude wurde fortan nur noch für den Unterricht genutzt.
1971 erweiterte man die Oberstufe um einen naturwissenschaftlich-mathematischen Zweig, 1977 wurde die reformierte Oberstufe eingeführt. Als die Landesregierung 1994 im Zuge ihrer Sparbeschlüsse das Internat aufgeben wollte, kam es zu zahlreichen Protestaktionen, die zu einem Fortbestand des NIG führten. Die Finanzierung wurde zwischen dem Land Niedersachsen, dem Landkreis Cuxhaven und der inzwischen aufgelösten Samtgemeinde Bederkesa aufgeteilt.

## Architektur
Die Gebäude stehen unter Denkmalschutz (siehe auch Liste der Baudenkmale in Geestland).
Die Anlage besteht aus
- dem historisierenden Hauptgebäude als Seminargebäude gebaut von 1874/1876 nach Plänen von Conrad Wilhelm Hase, Hannover, in Backstein und Walmdächern als dreiflügelige Anlage gegliedert durch hochformatige Segmentbogenfenster und durch Eck- und Mittellisenen mit
  - dem dreigeschossigen traufständige Mitteltrakt mit einem markanten Mittelrisalit mit Glockenstuhl mit einer Sandsteinabdeckung sowie Eingangstür mit Rundbogen und Sandsteinsäulen,
  - und den zweigeschossigen Seitenflügeln sowie Anbau an der Nordwestseite des Mittelflügels,[5][1][6]
  - sowie der siebenstufige Treppe vor dem Haupteingang aus großformatigen Sandsteinquadern,
- der eingeschossigen Turnhalle von 1909/10 nach Plänen des Kreisbauinspektors Julius Stüdemann in Backstein mit flachem hohlpfannengedecktem Walmdach mit Trauffries, Haupteingangstür am Südgiebe betont durch einen Mittelrisalit, sowie durch hochformatige Rundbogenfenster und Lisenen gegliedert.[7]

## Besonderheiten
Die Schule nahm von 2011 bis 2013 am europäischen Comenius-Programm und von 2020 bis 2023 am europäischen Programm Erasmus+ teil. Zudem wurde die Schule 2013 als „Sportfreundliche Schule“, 2015 als Europaschule und „MINT-freundliche Schule“ ausgezeichnet und jeweils erfolgreich rezertifiziert. Das NIG nimmt seit langem erfolgreich an Jugend forscht und seit 2015 an Jugend debattiert teil. Jährlich fanden Schüleraustausche mit den englischen Partnerschulen Wymondham College, St. Mary’s School und der Hodgson Academy in Poulton-le-Fylde statt.
Das Niedersächsische Internatsgymnasium Bad Bederkesa hält eine Schulbibliothek mit historischem Altbestand.
Auf dem Dach des Forums befindet sich eine Sternwarte die von der AEW 2000 betrieben wird und auch von den Schülern im Rahmen einer AG genutzt werden kann.
Auf dem Mädchenheimrasen des NIG findet seit 1994 jedes Jahr an zwei Wochenendtagen vor den Sommerferien das Nig Rock Festival statt das regelmäßig überregionale Bands und Publikum lockt. Im Winter finden zudem im Bandkeller der Schule öffentliche Bandabende statt.
Im Hauptgebäude befindet sich eine Gedenktafel für die Gefallenen und vermissten Schüler aus den beiden Weltkriegen.

## Bekannte Lehrer
- Hermann Reinecke (1843–1891), Schulmann
- Friedrich Husmann (1877–1950), Lehrer und Heimatdichter
- Adolf Busemann (1887–1967), Pädagoge und Psychologe
- Hermann Baumann (1889–1970), Reformpädagoge
- Otto Tetjus Tügel (1892–1973), Schriftsteller, Maler, Musiker, Kabarettist und Zeichenlehrer
- Ernst Herrmann (1895–1970), Geowissenschaftler, Forschungsreisender und Reiseschriftsteller, Dozent für Geographie in Bederkesa
- Alfred Franz, Direktor der pädagogischen Hochschule und erster Schulleiter der neuen niedersächsischen Heimschule
- Kurt Sydow (1908–1981), Musikpädagoge, Komponist, Musikwissenschaftler, Dozent und Hochschulrektor, 1948 war er Dozent für Musik und Musikerziehung
- Peter Duryn, Lehrer, Rotarier und später Schulleiter am NIG bis 2016
- Jörg Tegeler, Lehrer und maßgeblicher Organisator des NIG Rock Festivals

## Bekannte Schüler
- Ludwig Christians (1875–1940), Pädagoge und preußischer Landrat
- Johann Jacob Cordes (1880–1976), Pädagoge und Heimatforscher
- Karl Julius Witt (1885–1969), Lehrer, Politiker (DNVP/NSDAP) und Hamburger Schulsenator in der Zeit des Nationalsozialismus
- Heinrich Hünecke (1891–1971), Politiker (SPD), Sportlehrer, Sportfunktionär und Verwaltungsbeamter
- Walter Zimmermann (1892–1968), Pädagoge und Bremerhavener Stadtschulrat
- Christian Holsten (1922–1993), niederdeutscher Schriftsteller, wirkte auch als Vortragskünstler und Sprecher in plattdeutschen Sendungen Radio Bremens
- Eckhard Schaefer (1936–2023), Baptistenpastor
- Reinhold J. W. Schaube (1955–2021), Hamburger Politiker (Partei Rechtsstaatlicher Offensive)
- Ralf Gründer (* 1955), Entwicklungshelfer, Fotograf, Multimedia-Produzent, Kameramann, Filmemacher und Buchautor
- Knut Tielking (* 1967), Sozial- und Gesundheitswissenschaftler
- Volker Bajus (* 1964), Politiker (Grüne), gewählter Abgeordneter im Niedersächsischen Landtag
- Gabi Kasten (* 1970), Politikerin (CDU), gewählte Bürgermeisterin der Stadt Geestland
- David McAllister (* 1971), Politiker (CDU), ehemaliger niedersächsischer Ministerpräsident und Abgeordneter im europäischen Parlament
- Anders Levermann (* 1973), Physiker, Professor, Klimawissenschaftler und Co-Autor des UN Weltklimarats (IPCC)
- Lutz C. Klevemann (* 1974), Autor und Journalist
- Thomas Kuberski, Politiker (CDU), aktueller Ortsbürgermeister von Bad Bederkesa
- Martin Brinkmann (* 1976), Autor
- Lukas Strobel aka Alligatoah (* 1989), Rapper und Produzent
- Julian Wesch (* 1997), Politiker (SPD), Vorsitzender der SPD Geestland und Kommunalpolitiker